# Jon Favreau
Jonathan Kolia "Jon" Favreau (født 19. oktober 1966) er en amerikansk skuespiller, manuskriptforfatter og filminstruktør, kendt for at have instrueret film som Elf og Iron Man.

## Filmografi i udvalg

### Film
- Swingers (1996), manuskriptforfatter og skuespiller
- Deep Impact (1998), skuespiller
- The Replacements (2000), skuespiller
- Elf (2003), instruktør og skuespiller
- Daredevil (2003), skuespiller
- The Break-Up (2006), skuespiller
- Iron Man (2008), instruktør, manuskriptforfatter og skuespiller
- Iron Man 2 (2010), instruktør, manuskriptforfatter og skuespiller
- Cowboys & Aliens (2011), instruktør
- Junglebogen (2016), instruktør
- Spider-Man: Homecoming (2017), skuespiller
- Spider-Man: Far From Home (2019), skuespiller
- Løvernes Konge (2019), instruktør
- Spider-Man: No Way Home (2021)

### Tv
- Friends (1997), seks episoder
- King of Queens (2004), en episode
- Monk (2006), en episode
- My Name Is Earl (2006), en episode
- Mandalorian (2020), instruktør
- The Book of Boba Fett (2021), instruktør